# 6 Heures du circuit des Amériques
Les 6 Heures du circuit des Amériques, également nommé Lone Star Le Mans ou 6 Heures d'Austin est une course automobile d'une durée de six heures qui se déroule sur le circuit des Amériques situé dans le village d'Elroy, à proximité de la ville d'Austin, dans l'État du Texas aux États-Unis. Elle fait partie du championnat du monde d'endurance FIA.

## Histoire
Cette course remplace les 12 Heures de Sebring depuis 2013 au Championnat du monde d'endurance FIA. En 2015 et 2016, la course se déroule en majeure partie en nocturne. Absente sur la saison 2018-2019, en raison du retour de la manche de Sebring, l'épreuve fait son retour la saison suivante en remplacement de la course des 6 Heures de São Paulo sous le nom Lone Star Le Mans 2020.

## Circuit
Les 6 Heures du circuit des Amériques se déroulent sur le circuit des Amériques surnommé « circuit d'Austin » et situé dans le Texas. Il est composé de deux lignes droites, la plus longue du circuit se situant entre les virages no 11 et no 12. Elles sont séparées d'une part par un enchaînement de courbes rapides et d'autres part par quelques chicanes plus lente. Ce tracé est également marqué par un dénivelé important notamment au premier virage, et par le fait que certains de ces virages sont similaires à d'autres tracés.
Le circuit est connu pour accueillir la Formule 1 lors du Grand Prix automobile des États-Unis et la MotoGP lors du Grand Prix moto des Amériques.

## Palmarès
| Année | Pilotes                                       | Équipe                | Voiture                 | Championnat                                    |
| ----- | --------------------------------------------- | --------------------- | ----------------------- | ---------------------------------------------- |
| 2013  | Allan McNish Tom Kristensen Loïc Duval        | Audi Sport Team Joest | Audi R18 e-tron quattro | Championnat du monde d'endurance FIA 2013      |
| 2014  | André Lotterer Benoît Tréluyer Marcel Fässler | Audi Sport Team Joest | Audi R18 e-tron quattro | Championnat du monde d'endurance FIA 2014      |
| 2015  | Timo Bernhard Mark Webber Brendon Hartley     | Porsche Team          | Porsche 919 Hybrid      | Championnat du monde d'endurance FIA 2015      |
| 2016  | Timo Bernhard Mark Webber Brendon Hartley     | Porsche Team          | Porsche 919 Hybrid      | Championnat du monde d'endurance FIA 2016      |
| 2017  | Timo Bernhard Earl Bamber Brendon Hartley     | Porsche Team          | Porsche 919 Hybrid      | Championnat du monde d'endurance FIA 2017      |
| 2020  | Gustavo Menezes Norman Nato Bruno Senna       | Rebellion Racing      | Rebellion R13           | Championnat du monde d'endurance FIA 2019-2020 |
| 2024  | Robert Kubica Robert Shwartzman Ye Yifei      | AF Corse              | Ferrari 499P            | Championnat du monde d'endurance FIA 2024      |